# نزدیک گنجشک‌سان
پرندگان نزدیک گنجشک‌سان (به انگلیسی: Near passerine) و مجموعه پرندگان خشکی بالاتر (به انگلیسی: higher land-bird assemblage)، دو اصطلاح آرایه‌شناختی سنتی و پیش‌تبارشاخه‌ای هستند که اغلب به پرندگانی که در درخت زندگی می‌کنند یا به دلیل شباهت‌های ریخت‌شناختی و زیست‌محیطی، به پرندگان واقعی مربوط می‌شوند (راستهٔ گنجشک‌سانان). این گروه تا اندازه‌ای با آرایهٔ Anomalogonatae آلفرد هنری گارود همخوانی دارد.

## زیست‌شناسی
همه پرندگان نزدیک گنجشک‌سان پرندگان خشکی هستند. با این حال، داده‌های مولکولی از آرایش سنتی پشتیبانی نمی‌کند. اکنون مشخص شده‌است که «نزدیک گنجشک‌سان» و «پرندگان خشکی بالاتر» مترادف نیستند.
به گفته اریکسون و همکاران، تجزیه و تحلیل دی‌ان‌ای ژنومی دودمانی شامل گنجشک‌سانان، طوطی‌سانان و شاهین‌سانان را نشان داد.

## راسته‌ها
کوکرسانان (باقرقره‌ها)، کبوترسانان (کبوترها)، کوکوسانان (کوکوها)، شبگردان (شبگردها) و بادخورک‌سانان (بادخورک‌ها، مگس‌مرغ‌ها) دیگر به عنوان نزدیک گنجشک‌سان شناخته نمی‌شوند. خانواده‌های واقعی نزدیک گنجشک‌سان عبارتند از طوطی‌سانان (طوطی‌ها)، شاهین‌سانان (شاهین‌ها)، و کاکل‌پیشانی‌سانان (کاکل‌پیشانی‌ها). این سه راسته به همراه گنجشک‌سانان، استرالیاپرندگان را تشکیل می‌دهند. آفریقاپرندگان گروه خواهر استرالیاپرندگان هستند (به خشکی‌مرغان نگاه کنید).